# Oncala
Oncala è un comune spagnolo di 70 abitanti situato nella comunità autonoma di Castiglia e León.

## Località
Il comune comprende le seguenti località:
- El Collado
- Navabellida
- Oncala (capoluogo)
- San Andrés de San Pedro